# Pressurized Mating Adapter

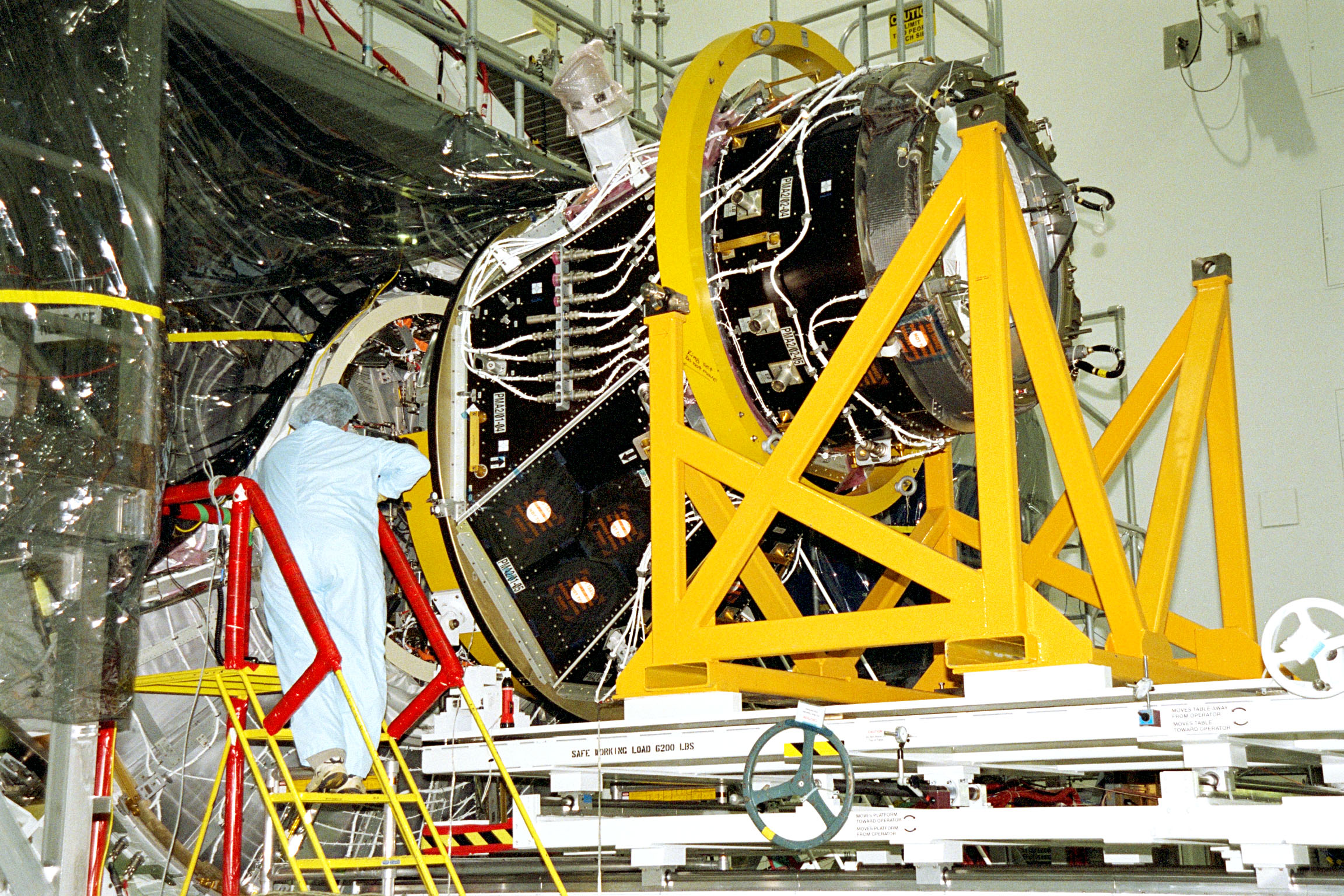
PMA-2 wird im Kennedy Space Center mit dem Unity-Modul (links) verbunden.

Pressurized Mating Adapter (PMA, zu deutsch etwa „unter Druck stehender Verbindungsadapter“) bezeichnet eine Reihe von drei Kopplungsadaptern der Internationalen Raumstation (ISS), die zum Andocken von Zubringerfahrzeugen und als Verbindung zwischen dem amerikanischen und dem russischen Segment dienen. Der Adapter PMA-1 dient zur Verbindung des Unity-Verbindungsknotens mit dem Sarja-Modul, zwei weitere Adapter (PMA-2 und PMA-3) wurden als Andockstellen für das Space Shuttle genutzt. Auch das gestrichene Crew Return Vehicle (CRV) und das zwischenzeitlich als Zubringer zur ISS vorgesehene Orion-Raumschiff sollten an einem PMA andocken.

## Technik
Jeder kegelförmige PMA besteht aus Aluminium, ist etwa 2,0 m lang und hat eine Masse zwischen 1,6 t (PMA-1) und 1,2 t (PMA-3). Jeder Adapter verfügt an einem Ende über einen 1,3 m breiten CBM-Kopplungsstutzen amerikanischer Bauart (Common Berthing Mechanism), der in allen übrigen US-Modulen der Station verwendet wird, und über einen seitlich versetzten APAS-95-Kopplungsstutzen (Androgynous Peripheral Attachment System) russischer Bauart mit 0,7 m Durchmesser zum Andocken der Space Shuttles bzw. des Sarja-Moduls.
In den Bau der PMA flossen die Erfahrungen aus dem für die Raumstation Mir entwickelten Shuttle Docking Module ein. An der Mir verwendete das russische Modul Kristall das Vorgänger-Kopplungsaggregat APAS-89, das für die russische Buran-Raumfähre vorgesehen war. Im Inneren der beheizten PMAs herrscht normaler Luftdruck, so dass sich die Raumfahrer in diesen tunnelartigen Modulen ohne Raumanzug zwischen den einzelnen Abschnitten der ISS bzw. eines angedockten Space Shuttles bewegen können. Werden die PMA nicht von Raumfahrzeugen belegt, wird der Innenraum vorwiegend als Lagerraum für Vorräte und nicht benötigte Ausrüstung genutzt. An der Außenhaut der PMAs sind diverse Halterungen montiert, die der Aufnahme von kleineren Bau- und Ersatzteilen für Außenbordeinsätze dienen. 
Hergestellt wurden die Adapter von der Firma Boeing in Huntington Beach (Kalifornien).

## PMA-1

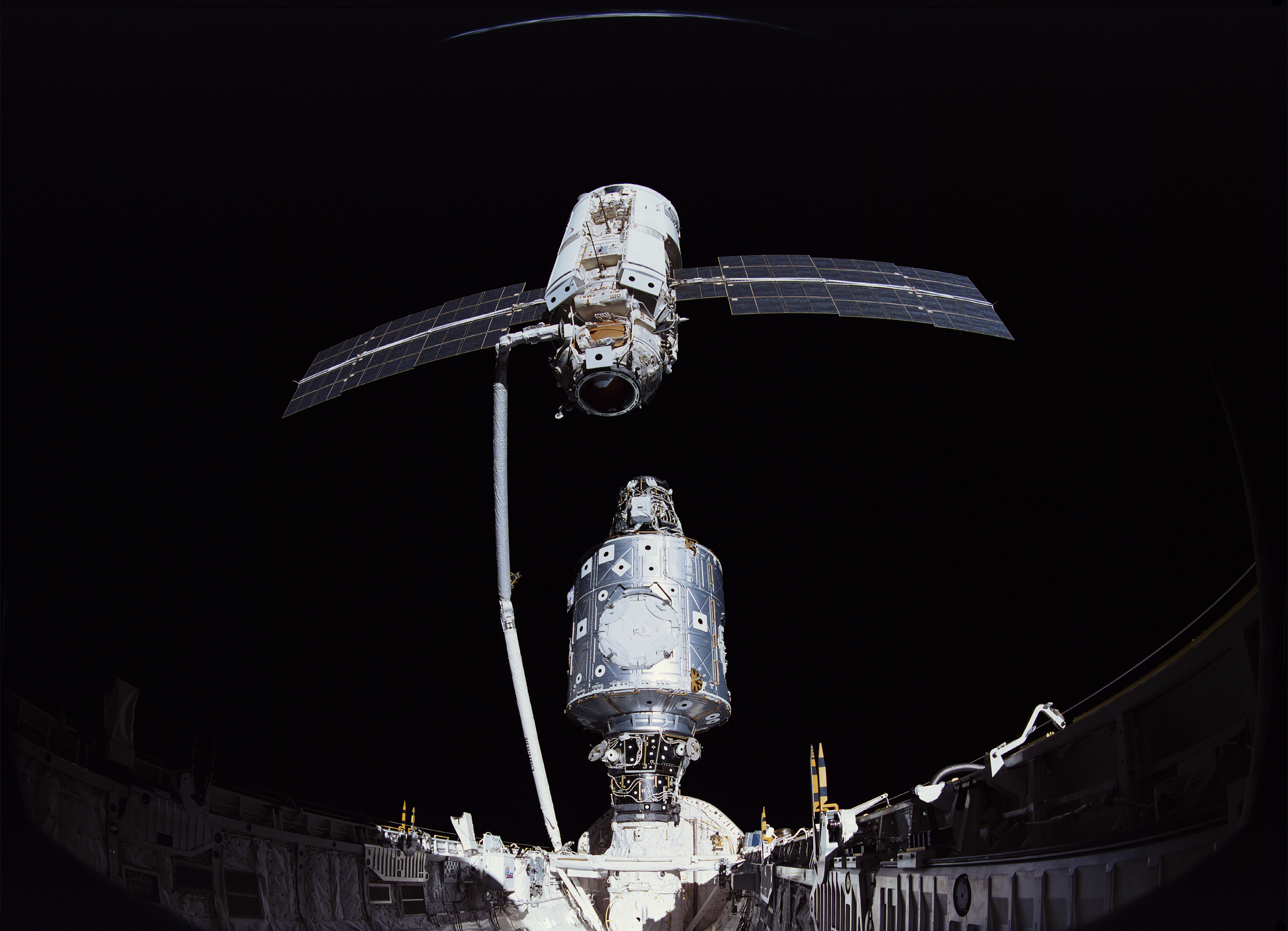
Erste Montagearbeiten an der ISS im Rahmen der Shuttlemission STS-88: Der US-amerikanische Kopplungsknoten Unity ist mit PMA-2 am Space Shuttle angedockt. Gegenüber wird Sarja (oben) mit PMA-1 verbunden.

PMA-1 wurde am 4. Dezember 1998 mit der Mission STS-88 zusammen mit dem Unity-Verbindungsknoten und PMA-2 zur ISS gebracht. Beide PMAs wurden bereits vor dem Start am Unity-Modul montiert. Mit dem Roboterarm der Raumfähre Endeavour wurde das Sarja-Modul mit dem PMA-1-Koppelungsadapter verbunden. Damit ist PMA-1 das Verbindungsstück zwischen dem US-amerikanischen und dem russischen Teil der ISS.
An PMA-1 wurde ab 1999 vorübergehend der russische Strela-1-Kran gelagert.

## PMA-2
PMA-2 wurde vor dem Start am Unity-Modul auf der gegenüberliegenden Seite von PMA-1 angebracht und ebenfalls mit STS-88 zur ISS befördert. Es diente bis 2011 als Andockstelle für das Space Shuttle.
Mit dem weiteren Ausbau der Station wurde PMA-2 mehrfach umgesetzt. Zunächst wurde es am 12. Februar 2001 während der Mission STS-98 an den Bug des US-Labors Destiny versetzt, das den bisherigen Andockpunkt von PMA-2 einnahm. Die 16. Langzeitbesatzung der ISS versetzte PMA-2 schließlich im November 2007 mit Hilfe des Roboterarms Canadarm2 an seine endgültige Position am Bug des während der Mission STS-120 angelieferten Verbindungsknotens Harmony.
Am 4. Februar 2007 wurde PMA-2 bei einem Außenbordeinsatz mit den SSPTS-Leitungen (Station-to-Shuttle Power Transfer System) ausgestattet. Damit konnten die US-Raumfähren mit Energie von der Raumstation versorgt werden und somit länger angekoppelt bleiben.
2016 wurde als Teilnutzlast der CRS-9-Mission Der International Docking Adapter (IDA-2) zur ISS befördert und mit dem Canadarm an die APAS-95-Seite des PMA-2 angedockt. Für die Verbindung der Kabel und Leitungen war ein Weltraumspaziergang notwendig, welcher am 19. August 2016 stattfand. Der Adapter machte aus dem APAS-95-Kopplungstutzen einen Kopplungsstutzen, der dem neu entwickelten International Docking System Standard entspricht. Im März 2019 koppelte dort im Rahmen der Testmission SpX-DM1 erstmals ein Raumschiff – eine Dragon 2 – an.

## PMA-3
Der Start von PMA-3 erfolgte am 11. Oktober 2000 zusammen mit der Z1-Gitterstruktur mit der Mission STS-92. PMA-3 wurde an der Unterseite des Unity-Moduls installiert.
Eineinhalb Monate später, als STS-97 das P6-Solarzellenelement brachte, dockte mit der Endeavour das erste Mal ein Space Shuttle an PMA-3 an. Auch die Atlantis dockte während der Mission STS-98 an PMA-3 an, um die Versetzung des PMA-2-Kopplungsadapters von Unity an das Destiny-Labor zu ermöglichen. Dies war die zweite und letzte Kopplung eines Space Shuttles an PMA-3.
Im März 2001 wurde PMA-3 während der Mission STS-102 an die Backbordseite von Unity verlegt, um für das MPLM Platz zu machen. Am 30. August 2007 wurde PMA-3 wieder an die Unterseite von Unity gekoppelt, um Platz für die vorübergehende Ankoppelung des Harmony-Moduls während der Mission STS-120 zu machen. Am 25. Januar 2010 wurde PMA-3 an die Oberseite von Harmony verlegt, um die Ankoppelung von Tranquility während der Mission STS-130 nicht zu behindern.
Nach der Aktivierung von Tranquility wurde PMA-3 am 16. Februar 2010 an seine vorläufig endgültige Position an der Vorderseite des Tranquility-Moduls verlegt. Dort verblieb es als Ersatz im Falle eines Defektes des für Shuttle-Kopplungen genutzten PMA-2 und dient gleichzeitig als Mikrometeoritenschutzschild für Tranquility.
Am 26. März 2017 wurde PMA-3 schließlich erneut mittels Canadarm2 an die Zenit-Position von Harmony verlegt. Dort wurde IDA-3 angebracht, um das gleichzeitige Andocken von zwei Raumschiffen des Typs CST-100 Starliner und Dragon 2 zu ermöglichen. Am 7. Dezember 2020 dockte im Rahmen der Mission SpaceX CRS-21 mit einer Dragon 2 erstmals ein Raumschiff dort an.